# Нормандская экспансия в Уэльсе
Нормандская экспансия в Уэльсе — серия военно-политических операций королей Англии и англонормандских баронов в конце XI — начале XIII века, направленных на подчинение территории Уэльса. Начавшись непосредственно после нормандского завоевания Англии 1066 года, нормандская экспансия в Уэльсе продолжалась с различной интенсивностью на протяжении полутора столетий. В результате были ликвидированы валлийские королевства Гвент, Морганнуг и Брихейниог, завоёвана бо́льшая часть территории Уэльса, где была создана так называемая «Валлийская марка», и внедрены классические формы феодальной социальной системы. Нормандская экспансия конца XI — XII веков создала условия для окончательного завоевания Уэльса Эдуардом I во второй половине XIII века.

## Уэльс перед нормандским завоеванием

Королевства Уэльса перед началом нормандской экспансии

Особенности физической географии Уэльса — изрезанность его территории горными грядами, где могли скрываться местные жители в случае внешнего нападения, близость и легкодоступность Ирландии, обеспечивающей убежище и подкрепления валлийцам, отсутствие удобных путей сообщения между различными областями страны — являлись одним из важнейших препятствий для завоевания Уэльса сначала англосаксами, а позднее нормандцами. С другой стороны, эти же особенности географии страны делали невозможным сколь-либо прочное объединение Уэльса под властью местных династий. Несмотря на присущее валлийцам уже в раннем Средневековье сильное стремление к независимости, в Уэльсе так и не было достигнуто национальное единство. Этому препятствовали также особенности социально-правового устройства валлийского общества, в частности существующий в валлийском праве обычай раздела наследства между всеми детьми умершего, отсутствие сформированного государственного аппарата, незакреплённость правового статуса и компетенций правителя, а также децентрализованность общественно-политической системы, базовой единицей которой являлся кантрев. Это приводило к постоянным междоусобным войнам между различными кланами и семьями, частым узурпациям престолов валлийских королевств и нестабильности границ.
После гибели в 1063 году Грифида ап Лливелина, последнего правителя, сумевшего объединить под своей властью все королевства Уэльса и нанести ряд поражений англосаксонским правителям на востоке, страна вновь распалась на несколько государственных образований: королевства Гвинед на севере, Поуис в центре, Дехейбарт на юго-западе и три небольших королевства на юго-востоке Уэльса: Морганнуг, Брихейниог и Гвент.

## Начало экспансии (1067—1093)
В 1066 году Англия была завоёвана войсками нормандского герцога Вильгельма Завоевателя. На смену слабому в военном отношении англосаксонскому государству пришла агрессивная феодальная англонормандская монархия. Хотя очевидно, что Вильгельм не имел намерения завоёвывать валлийские королевства, вскоре после своей коронации он начал укреплять англо-валлийскую границу. Территория вдоль южной её части была передана в лен Вильяму Фиц-Осберну, графу Херефорду и ближайшему соратнику короля Вильгельма, который занялся возведением вдоль границы с Уэльсом системы хорошо укреплённых замков (Монмут, Карисбрук, Чепстоу, Вигмор, Клиффорд) и расселением в приграничном регионе нормандских рыцарей. Кроме того, активно поощрялось основание новых торговых бургов для привлечения в приграничье англо-нормандских колонистов. Этими мерами создавалась социальная и материальная база для последующего наступления на земли Уэльса.
В 1067 году в западно-английских графствах вспыхнуло восстание против нормандской власти, поддержанное королём Гвинеда и Поуиса Бледином ап Кинвином, но подавленное к 1070 году Вскоре после этого началось первое наступление нормандских баронов на Уэльс. Известно, что Вильям Фиц-Осберн предпринял вторжение в Брихейниог и нанёс решительное поражение валлийским отрядам. Год этой экспедиции точно не установлен, но очевидно, что не позднее 1075 года бо́льшая часть Гвента в междуречье Уая и Аска перешла под контроль нормандцев. Успехи на южной границе с Уэльсом подвигли Вильгельма Завоевателя на создание системы марок в северной и центральной части англо-валлийского приграничья. В 1071 году была создана Честерская, а в 1075 году Шропширская марки — особые административные единицы, экономическая и административная системы которых были подчинены задаче организации обороны и наступления на земли Уэльса. Их правители — графы Честера и Шрусбери — располагали значительными возможностями по организации и обеспечению собственных воинских контингентов и строительству пограничных крепостей. Кроме того, король предоставлял правителям марок существенную автономию во внутренних делах, различные привилегии и свободы, а также крупные земельные владения в других, более богатых, частях Англии, откуда графы Честер и Шрусбери могли черпать финансовые средства и вербовать солдат для военных действий в Уэльсе.

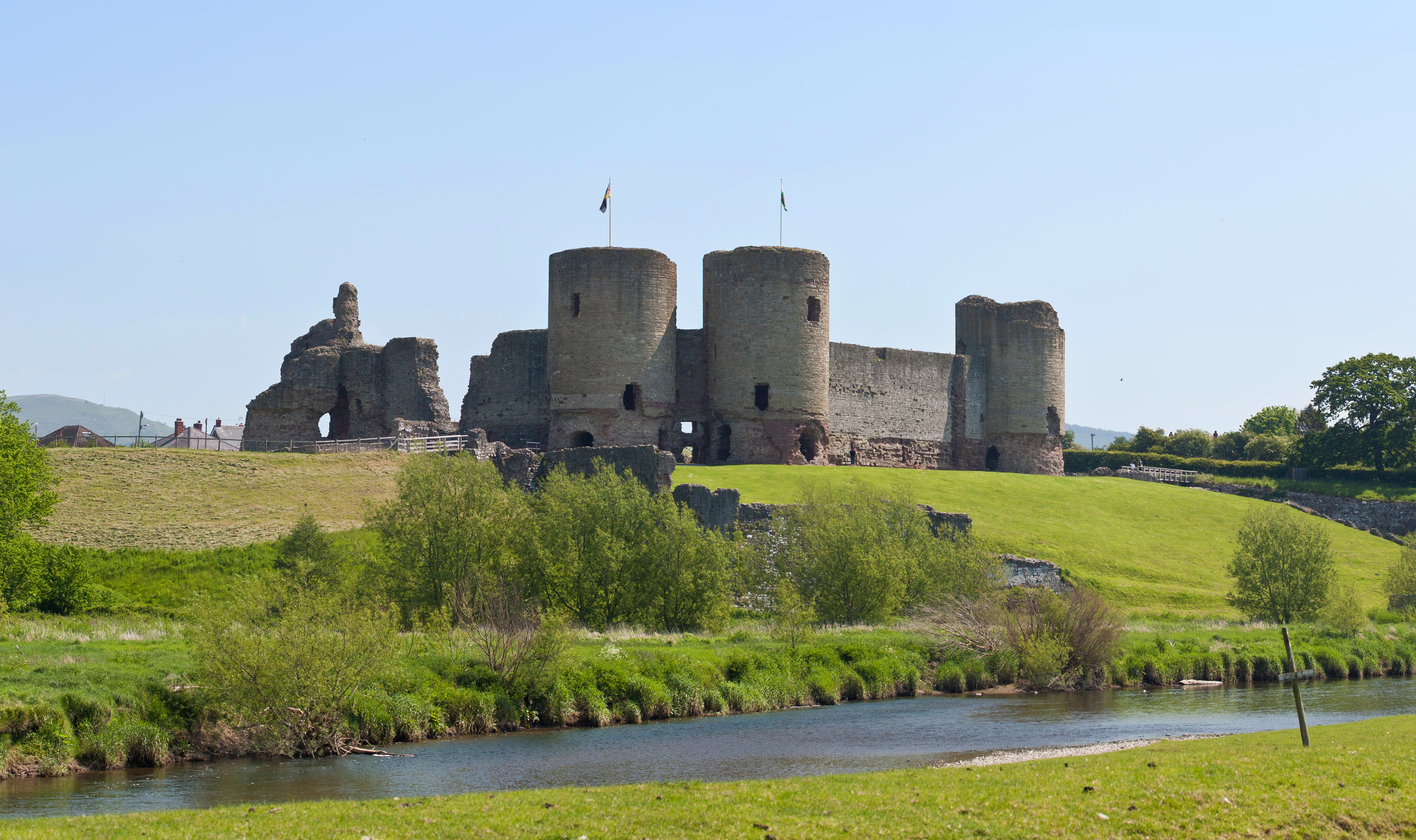
Развалины Рудланского замка

В то же время в самом Уэльсе в 1070-е годы обострились внутренние конфликты между валлийскими королевствами. Война между Гвинедом и Морганнугом с одной стороны и Дехейбартом с другой достигла кульминации в 1081 году, когда король Гвинеда был разбит и погиб в битве при Минид-Карн. Этой борьбой с воспользовались нормандцы: уже в 1072 году началось продвижение нормандских рыцарей Честерской марки во главе с Робертом Рудланским вглубь северного Уэльса. К 1075 году Роберт захватил северо-восточный Уэльс до Конуи, а в 1081 году, пленив короля Грифида ап Кинана, подчинил себе весь Гвинед. Вдоль северного побережья Уэльса были возведены укреплённые замки: Рудлан, Дегануи, Бангор, Карнарвон. Вильгельм Завоеватель признал Роберта Рудланского сеньором северного Уэльса под условием уплаты феодальной ренты в размере 40 фунтов стерлингов. Одновременно разворачивалось наступление Роджера Монтгомери на Поуис, правда гораздо менее успешное. Базой нормандской экспансии в этом регионе стал замок Монтгомери к западу от границы, из которого нормандцы совершали набеги на валлийские земли вплоть до Кередигиона и Диведа. В Южном Уэльсе после периода приграничных стычек ситуация стабилизировалась в 1081 году, когда отряды Вильгельма Завоевателя прошли вдоль южного берега до Сент-Дейвидса. Стычек с валлийцами не было: король Дехейбарта Рис ап Теудур принёс оммаж английскому монарху и признал его сюзеренитет. Соглашение между Вильгельмом Завоевателем и Рисом ап Теудуром заложило базу для будущей политики английских королей в отношении правителей валлийских княжеств: довольствуясь признанием своей верховной власти, короли Англии закрепляли статус-кво в Уэльсе и, с одной стороны, обеспечивали особый статус тех или иных валлийских правителей, а с другой — создавали таким образом противовес слишком усилившимся нормандским баронам приграничья.
Ситуация изменилась после смерти Вильгельма Завоевателя и восстания англонормандских баронов 1088 года, в котором активную роль играли феодалы валлийского приграничья. Ослабление королевской власти в регионе стало толчком к активизации наступления баронов на земли Уэльса. Этому также способствовало возобновление междоусобных войн между Рисом ап Теудуром и соседними валлийскими правителями. Уже в 1088 году Брихейниог был атакован Бернаром де Нёфмаршем и на протяжении последующих лет древнее валлийское королевство постепенно было уничтожено. Попытка Риса ап Теудура в 1093 году изгнать нормандцев из Брихейниога провалилась: король Дехейбарта потерпел поражение и погиб. С его смертью в Южном Уэльсе образовался вакуум власти, чем немедленно воспользовались англонормандские феодалы. Брихейниог перешёл во владение Бернара де Невмарша, который выстроил замок Брекон, ставший административным и военным центром этой области. Радноршир был поделён между Роджером де Монтгомери и Филиппом де Браозом. В Морганнуг вторглись отряды Роберта Фитц-Хэмона, который быстро завоевал Гламорганскую долину и заложил Кардифф. Гламорган был реорганизован по образцу английских графств, валлийцы оттеснены в горы. В том же 1093 году Роджер де Монтгомери, граф Шрусбери, предпринял поход на юго-запад Уэльса, завоевал Кередигион и Дивед и основал на крайней юго-западной оконечности Уэльса замок Пембрук, ставший центром нормандской власти в регионе.

## Складывание Валлийской марки

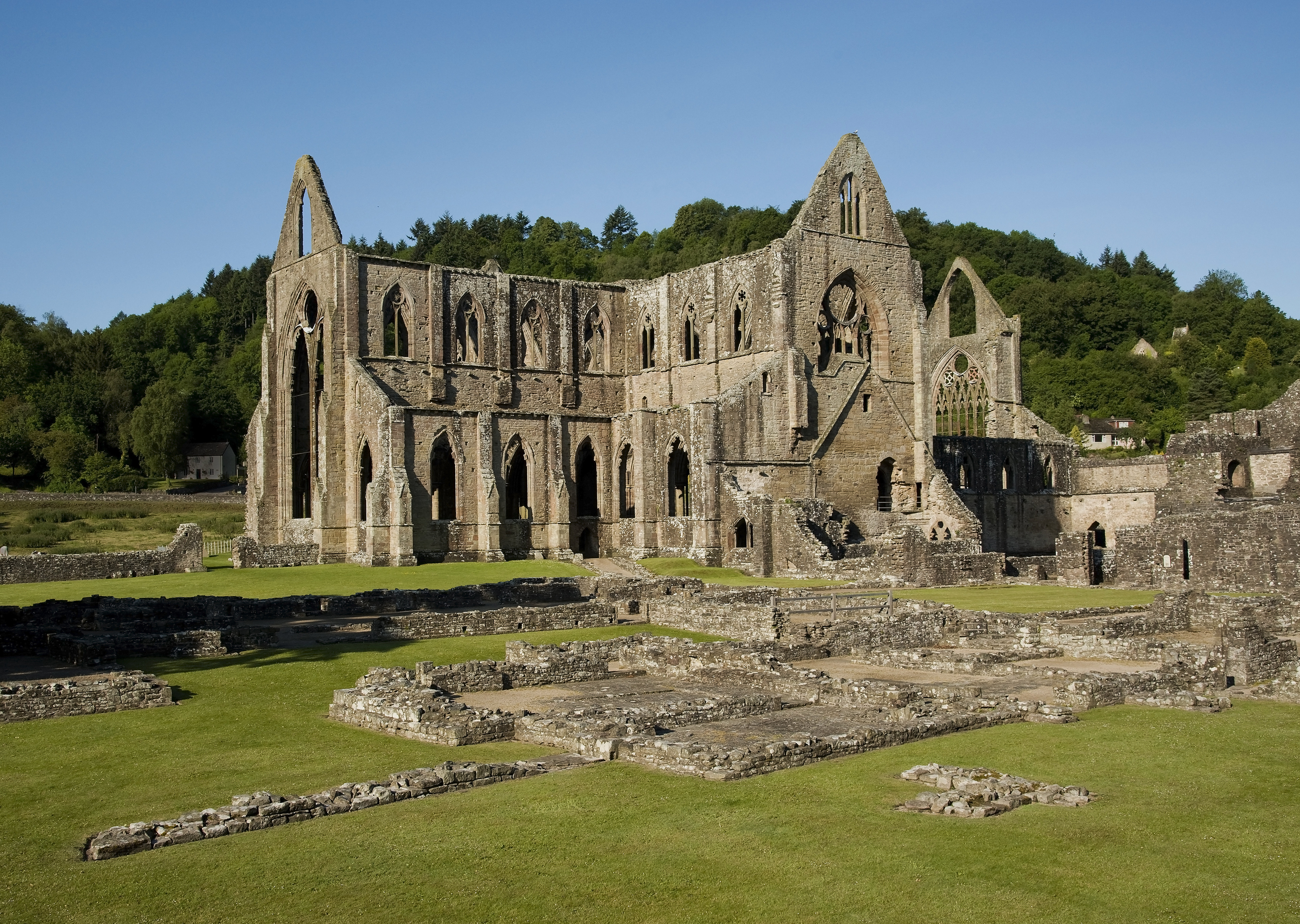
Развалины Тинтернского аббатства

К 1094 году под контролем нормандцев оказалась бо́льшая часть Уэльса. Завоёванные земли были распределены между англонормандскими феодалами. Сформировались отдельные феодальные владения, находившиеся под властью зачастую относительно некрупных лордов. Такие владения включали помимо равнинных регионов, где насаждалась классическая феодальная система по англо-нормандскому образцу, и горные области, в которых сохранялись традиционные валлийские порядки, а новый правитель довольствовался подчинением местных вождей и сбором ренты. Владения на территории Уэльса были тесно связаны с западно-английскими графствами (Чешир, Шропшир, Херефордшир, Глостершир), предоставляющими материальные и людские ресурсы, необходимые для поддержания нормандской власти в Уэльсе. Феодальные владения в Уэльсе и приграничные английские графства образовали единый территориальный комплекс, получивший название «Валлийская марка» и отличавшийся военизированным характером администрации, собственной судебно-правовой системой и более широким объёмом полномочий феодальной элиты. На этой территории королевские приказы не имели прямого действия, бароны пользовались правом свободного строительства замков и основания городов, судебная власть по всем вопросам, за исключением измены, отправлялась местными феодалами, существовали и другие административно-правовые отличия от прочих английских графств. Причиной возникновения особого статуса Валлийской марки долгое время считалось пожалование привилегий и вольностей баронам королём для поощрения англонормандской колонизации. Однако значительная часть современных историков находят истоки этих прав в специфическом характере нормандского завоевания Уэльса.
Особенностью нормандской экспансии в Уэльсе было то, что территория Уэльса завоёвывалась по частям, по кантревам и коммотам, в отличие, например, от кампании по завоеванию Англии, нацеленной на «возвращение» всего королевства его «законному» монарху. Если подчинение Англии целиком и полностью направлялось королём, то установление нормандской власти над Уэльсом было делом баронов приграничья. Подчиняя один кантрев за другим, бароны, за исключением небольшого количества регионов (прежде всего Пембрукшира и Гламорганской долины), не уничтожали местное право и местное социальное устройство, но включали их в систему вассально-ленных отношений. В результате сочетания властных полномочий феодального сеньора с традиционными прерогативами валлийского правителя, унаследованными новыми владельцами земель, права и свободы нормандских баронов Уэльса оказались гораздо более широкими, чем у феодалов других частей Англии.
Значительную роль в нормандском завоевании Уэльса играла церковь. Часть захваченных валлийских земель передавалась баронами церковным организациям Англии и Нормандии. Дочерние монастыри на территории Уэльса были основаны аббатствами Баттл, Шерборн, Тьюксбери, цистерцианским и другими церковными орденами. Особое значение имел монастырь Тинтерн (Диндирн), основанный цистерцианцами на берегу реки Уай в 1131 году, и Уитленде (Хенди-Гвин-на-Тав) в западном Кармартеншире. Валлийская церковь была реорганизована по английскому образцу, уже к 1135 году все валлийские епископы были ставленниками архиепископа Кентерберийского. Попытки Сент-Дейвидса освободиться из-под власти Кентербери в середине XII века не увенчались успехом.

## Тактика войны у нормандцев и валлийцев

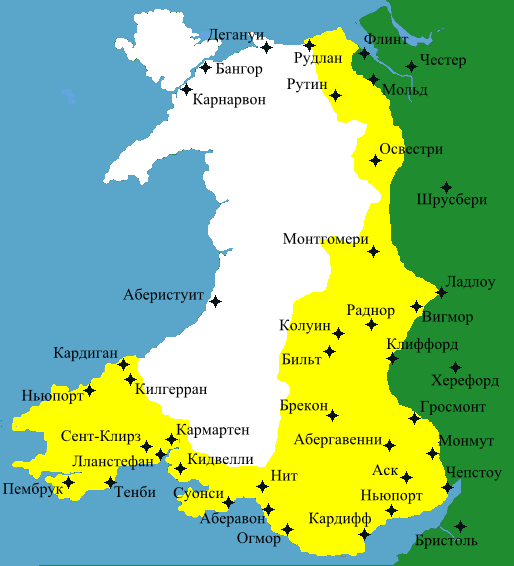
Англонормандские замки в Уэльсе к концу XII в.
Земли лордов Валлийской марки
Земли валлийских князей

В борьбе за подчинение Уэльса столкнулись две военные системы: нормандская и валлийская. Военная тактика нормандцев, основанная на опыте военных действий в Северной Франции и завоевании Англии, заключалась в захвате и удержании опорных центров власти. Целью захватов были прежде всего пахотные угодья — главный источник богатства в феодальном обществе и основной продовольственный ресурс для армии. Поэтому ядром нормандской армии являлась хорошо обученная кавалерия, состоящая из профессиональных военных — рыцарей, а важнейшим средством удержания власти в захваченном регионе было строительство замков. Валлийское общество, экономика которого была ориентирована на пастбищное скотоводство в холмистой и горной местности, выработало иную тактику войны. Валлийские военные силы представляли собой ополчение местных жителей, слабо обученное и организованное, состоящее почти исключительно из пехоты и предназначенное для ведения межклановых войн, захватов скота и грабительских походов. При приближении нормандцев валлийцы легко уходили в горы вместе со своим имуществом, чтобы затем нападать на небольшие отряды или дожидаться отступления основной армии. Уничтожение нормандцами пахотных угодий причиняло незначительный ущерб валлийцам, чьё хозяйство было по преимуществу скотоводческим. Возможности дать генеральное сражение у нормандцев не было. Однако валлийцы не могли ничего противопоставить быстро возводимым в долинах и на пересечении путей сообщения хорошо укреплённым замкам, которые стали главным средством англонормандского контроля в регионе. В долгосрочной перспективе именно замки обеспечили удержание нормандских завоеваний в Уэльсе. Уже к 1135 году практически все плодородные равнины и долины Южного и Среднего Уэльса оказались захвачены англонормандскими баронами, однако горы и холмы по-прежнему оставались под контролем валлийцев, способных во время массовых восстаний сокрушить нормандскую власть в долинах, что показало восстание 1094 года.

## Восстание 1094 года и его последствия
В 1094 году Уэльс охватило массовое восстание валлийцев против нормандской власти. Оно началось в Северном Уэльсе, находившемся в то время под контролем Гуго д’Авранша, графа Честера, и Гуго Монтгомери, графа Шрусбери. Лидерами восставших был Кадуган ап Бледин, правитель Поуиса, и бежавший из тюрьмы Грифид ап Кинан, король Гвинеда. Нормандцы были отброшены за Конуи, их замки в северо-западном Уэльсе разрушены. «Хроника принцев» так описывает эти события:
Бритты не вынесли тиранию и несправедливость французов, свергли их и разрушили их замки в Гвинеде и устроили резню среди них. И французы послали войско в Гвинед, но Кадуган, сын Бледина, обратил их в бегство с большими потерями при Койд-Испуисе. И в конце года все замки Кередигиона и Диведа были захвачены, за исключением двух.
Под угрозой полного краха нормандской власти в Уэльсе из Нормандии спешно вернулся король Вильгельм II Руфус, однако его экспедиция в Гвинед в 1095 году полностью провалилась: валлийцы при подходе английской армии со всем своим имуществом уходили в горы, а недостаток провизии, приближение зимы и постоянные партизанские нападения местных жителей заставили войска Вильгельма II уйти из Уэльса. Аналогичным образом завершилась и попытка вторжения в Гвинед в 1097 году. Более успешной поначалу была операция графов Честера и Шрусбери в 1098 году. Им удалось пройти вдоль северного берега и оттеснить Кадугана и Грифида на остров Англси. Однако в проливе Менай нормандцев неожиданно атаковал норвежско-гэльский флот Магнуса Голоногого: нормандский отряд был наголову разбит, а Гуго де Монтгомери убит. Кампания 1098 года была последней серьёзной попыткой англонормандских баронов установить контроль над Сноудонией и Англси: с этого времени и до середины XIII века продвижение нормандцев в Северном Уэльсе прекратилось, военные действия ограничивались стычками в регионе к востоку от Конуи, в области получившей название «Четыре кантрева» (Перведвлад, или «срединная земля»). Хотя в 1114 году король Генрих I предпринял крупную экспедицию в Гвинед, причём наступление велось тремя колоннами с разных направлений, её результатом стало лишь принесение оммажа Грифидом ап Кинаном и согласие на уплату феодальной ренты королю Англии. Более того, вскоре Гвинеду удалось отодвинуть свою восточную границу до Клуйда.

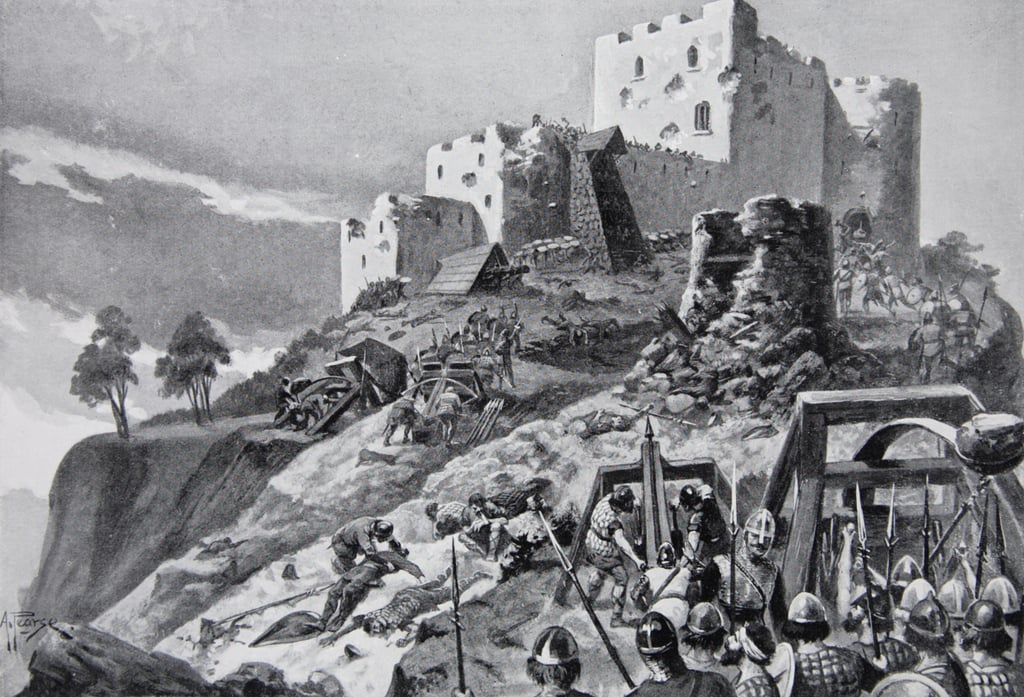
Уэльсцы штурмуют замок Монтгомери (Hutchinson’s Story of the British Nation, 1922).

Южный Уэльс в 1093 году также был охвачен восстанием. Яростные атаки валлийцев на нормандские владения и замки привели к освобождению бо́льшей части региона. Лишь Пембрукшир, обороняемый Джеральдом Виндзорским, а также Брекнокшир, Гвент и Гламорганская долина остались под властью нормандских баронов. Были восстановлены древние валлийские королевства Дехейбарт и Поуис. Однако уже в последние годы XI века началось постепенное отвоевание земель нормандцами. Падение дома Монтгомери в 1102 году после мятежа Роберта Беллемского и переход Шропшира под непосредственное управление английского короля несколько ослабили давление на Средний Уэльс, однако на смену Монтгомери в этой части страны пришли новые англонормандские фамилии, прежде всего Мортимеры, которые со своей базы в Вигморском замке начали экспансию в направлении Поуиса. Нормандское продвижение облегчалось вновь вспыхнувшими междоусобицами среди валлийских князей Южного Уэльса. После убийства Кадугана ап Бледина в 1111 году мощь королевства Поуис быстро пошла на спад. Пембрукшир, из которого были изгнаны валлийцы, стал активно заселяться английскими и фламандскими колонистами, и был реорганизован по типу английского графства с собственным шерифом и судебно-административной системой. Англизация Пембрукшира достигла такого уровня, что эта область стала известна под названием «Малая Англия за Уэльсом». Под контроль нормандцев вернулись и другие области: в Кередигионе с 1110 года, а в нижнем Гвенте с 1119 года утвердился англонормандский дом Клеров, в Гауэре закрепился Генрих де Бомон. Продолжалось укрепление англонормандской власти в Брекнокшире, унаследованном коннетаблем Милем Глостерскими, и Гламоргане, вошедшем в состав обширных владений Роберта, незаконнорождённого сына короля Генриха I. Нормандцы не стремились к овладению горными регионами, сосредоточившись на удержании долин, для чего было возведено ещё несколько десятков замков (Суонси, Кардиган, Аберистуит, Кармартен и др.), а система управления завоёванными землями трансформировалась по образцу Гламоргана и Пембрукшира. У валлийцев отбирали землю, запрещали использование родного языка и преследовали бардов как хранителей кельтской культуры. К 1135 году территория Южного Уэльса практически превратилась в англонормандскую провинцию, а территории, остающиеся под контролем валлийских правителей, уменьшились до нескольких кантревов.

## Экспансия в середине XII века и её крах
1 января 1136 года в Южном Уэльсе вновь вспыхнуло восстание против англонормандских завоевателей. Толчком стало убийство в Гвенте Ричарда де Клера, графа Хертфорда. В 1137 году был захвачен Кармартен, затем Лланстефан. Вскоре валлийцы изгнали нормандцев из Кередигиона и атаковали замки и опорные пункты по всей территории Уэльса. Начавшаяся в Англии гражданская война между сторонниками короля Стефана и императрицы Матильды не позволила организовать эффективный отпор восставшим: бароны Валлийской марки, в основном, поддерживали Матильду, что делало невозможным вторжение в Уэльс армии короля. Вскоре практически вся территория Уэльса, за исключением Пембрукшира и некоторых приграничных областей, была освобождена от нормандской власти. Закреплению этого успеха способствовал тот факт, что во главе Гвинеда и Дехейбарта оказались талантливые и сильные государственные деятели — Оуайн Гвинед и Рис ап Грифид соответственно. К 1154 году им удалось захватить важные нормандские крепости на севере (Мольд и Рудлан) и юге (Тенби и Аберавон).

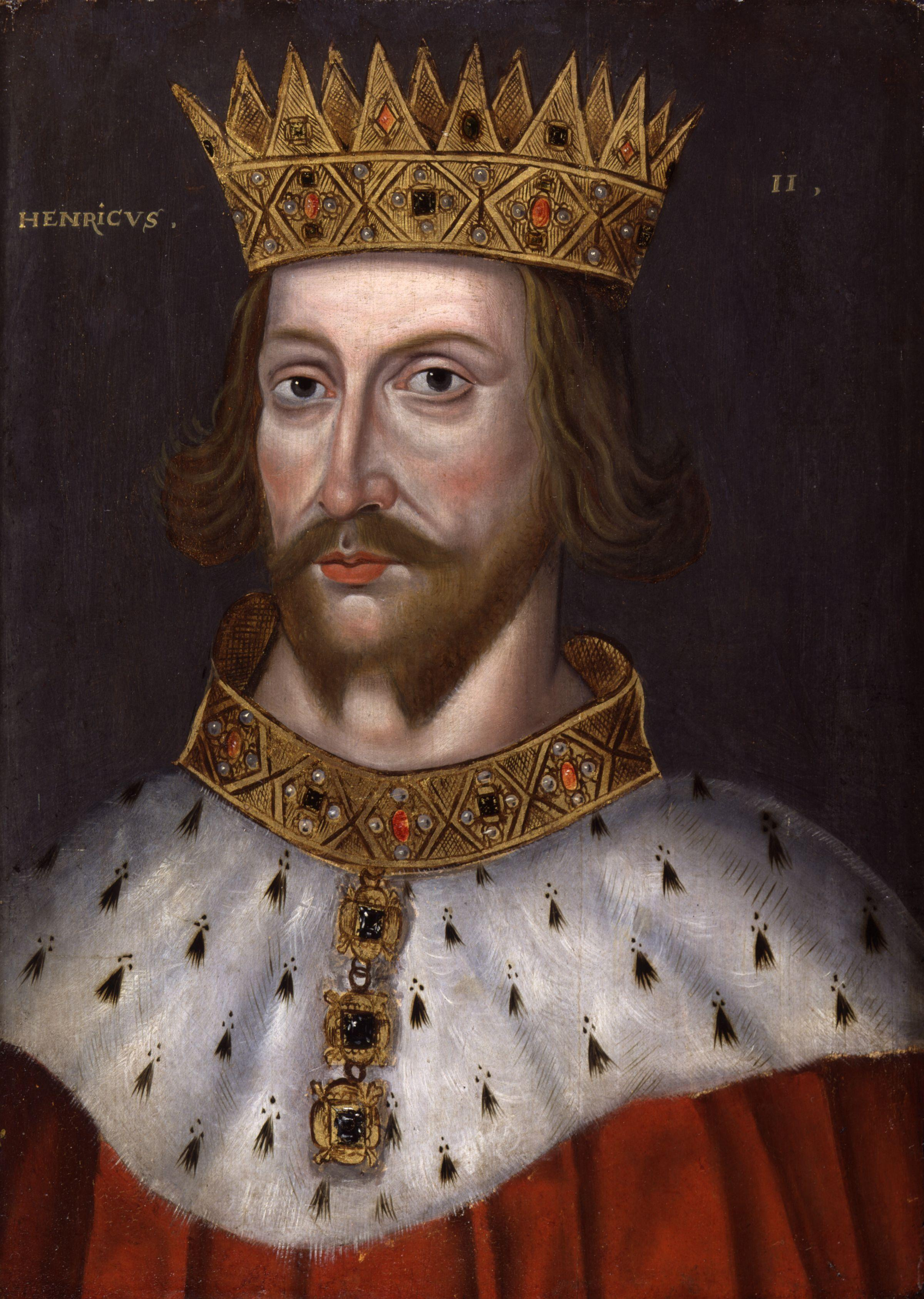
Генрих II, король Англии

Лишь стабилизация внутренней и внешнеполитической ситуации в Англии после вступления на престол Генриха II позволила возобновить нормандскую экспансию. В 1157 году король предпринял вторжение в Северный Уэльс. Кампания была хорошо организована: рассчитывая на затяжную войну, Генрих II сформировал небольшую, но хорошо обученную армию, включил в её состав шропширских лучников, способных преследовать валлийцев в холмистой и горной местности, заручился поддержкой короля Поуиса и обеспечил помощь флота. Однако ход военных действий был неудачен для англичан, сам король едва избежал пленения. В результате был заключён мир: Оуайн Гвинед принёс оммаж Генриху II, передал заложников и согласился вернуть англичанам земли к востоку от Клуйда. В следующем году войска Генриха II обрушились на Дехейбарт и принудили Риса ап Грифида отказаться от всех своих владений, за исключением Большого кантрева. Однако сопротивление Риса не было сломлено: на протяжении последующих лет на юго-западе Уэльса шла практически непрекращающаяся война между валлийцами и англонормандскими баронами. В 1163 году Рис ап Грифид был пленён, но вскоре отпущен на свободу, а в 1164 году возглавил новое восстание в Южном Уэльсе, которое было поддержано и Оуайном Гвинедом. Для его подавления в 1165 году Генрихом II была сформирована крупная армия, в состав которой вошли наёмники из Фландрии, рыцари французских владений короля, легковооружённая пехота и флот скандинавских викингов из Дублина. Но дождливая погода, размытые дороги, нехватка продовольствия и успешное маневрирование набранной со всего Уэльса армии Оуайна Гвинеда заставили англичан отступить. Провал экспедиции стал концом попыток Генриха II подчинить Уэльс, «могилой его валлийских амбиций», по выражению Джона Ллойда. Гвинед и Дехейбарт сохранили свою независимость и даже расширили влияние: Оуайн Гвинед захватил нормандские замки Бэзингверк в 1166 году и Рудлан в 1167 году, отодвинув границу до устья Ди, а Рис ап Грифид завершил завоевание Кередигиона, взяв замок Кардиган в 1166 году, а затем подчинил некоторые области Среднего Уэльса.

## Период консолидации (конец XII — начало XIII века)

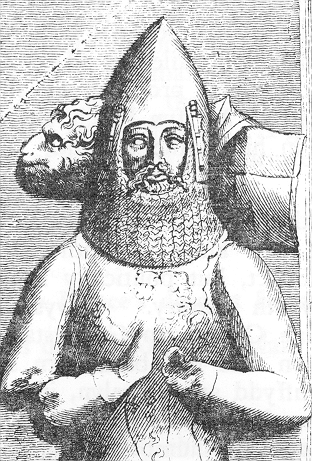
Рис ап Грифид. Гравюра 1810 года.

Провал попыток Генриха II военным путём подчинить Уэльс заставили английского короля изменить свою политику. Этому также способствовали обострение внутренних проблем, осложнение отношений с Францией и, главное, завоевание Ирландии, инициированное на первом этапе крупными англонормандскими баронами Пембрукшира (Робертом Фиц-Стефаном, Морисом Фиц-Джеральдом и Ричардом де Клером). С одной стороны, их отплытие в Ирландию устранило главных противников Риса ап Грифида в Южном Уэльсе, а с другой — успехи этих баронов в Ирландии вызвали недовольство короля Генриха II, опасавшегося чрезмерного усиления аристократических родов в ущерб королевской власти. Уже в 1171 году Генрих II совершил радикальный поворот в политике в отношении Уэльса: вместо поддержки англонормандских феодалов он пошёл на сближение с валлийскими князьями. Между королём Англии и Рисом ап Грифидом был заключён мирный договор, в соответствии с которым были признаны завоевания Риса в юго-западном Уэльсе и его власть над Кередигионом и Кармартенширом, а правитель Дехейбарта, в свою очередь, приносил присягу верности Генриху II и обязывался уплачивать феодальную ренту. В следующем году на встрече Генриха II и Риса ап Грифида в Лохарне последний был назначен верховным судьёй (юстициаром) Уэльса, что, вероятно, подразумевало и определённые судебно-административные права в отношении англонормандских баронов Валлийской марки. На протяжении следующих лет отношения между Англией и Дехейбартом оставались дружественными, Рис неоднократно посещал короля, а его новый замок в Кардигане превратился в политический центр всего Уэльса. В свою очередь правитель Дехейбарта оказал существенную военную поддержку Генриху II в период восстания сыновей английского короля в 1173—1174 годах. Мирные отношения сохранялись и между Англией и королевством Гвинед, ослабленным борьбой за престол после смерти Оуайна Гвинеда в 1170 году.
Смерть Генриха II в 1189 году и последовавшее за ним отплытие его наследника короля Ричарда Львиное сердце в крестовый поход явились сигналом для возобновления англо-валлийского противостояния. Рис ап Грифид, посчитав, что он не связан никакими соглашениями с новым королём, поднял восстание. Он вновь атаковал владения англонормандских баронов в юго-западном Уэльсе и захватил замки Сент-Клирс, Лохарн и Лланстефан. Попытки англичан заключить мир не увенчались успехом. Более того, в 1196 году Рис ап Грифид предпринял поход на восток и, взяв Кармартен, Колуин и Раднор, разбил отряды Роджера Мортимера. Хотя после смерти Риса ап Грифида в 1197 году между его сыновьями вспыхнула междоусобная война, положение валлийских князей оставалось достаточно прочным. В конце XII века пресеклась значительная часть крупных англонормандских родов, контролировавших Валлийскую марку, их владения были унаследованы баронами, либо жившими в Англии и незаинтересованными в продолжении экспансии (например, Гламорган перешёл во владение графа Джона, брата короля, а земли де Клеров — Уильяма Маршала, лорда-маршала Англии), либо были разделены между более мелкими фамилиями. Продолжались усиливаться лишь позиции Мортимеров и Браозов, которые превратились в крупнейших баронов марки. Хотя англичане и предпринимали некоторые мероприятия по сдерживанию продвижения валлийцев (экспедиция по снятию осады Суонси в 1192 году и вторжение в Южный Поуис в 1198 году), они не смогли переломить ситуацию в Уэльсе.
Ослаблением нормандского натиска воспользовался Лливелин ап Иорверт, правитель Гвинеда, который сумел восстановить единство своего королевства и в 1199 году даже захватить замок Молд во Флинтшире. Английский король Иоанн Безземельный, сам владеющий значительными землями в Южном Уэльсе, попытался противопоставить Гвинеду усилившийся в период правления Гвенвинвина Поуис, однако вскоре решил пойти на союз со Лливелином. В 1201 году был заключён договор, в соответствии с которым Лливелин ап Иорверт признавался правителем всего Северного Уэльса, взамен чего он приносил оммаж королю Англии. Три года спустя Лливелин женился на побочной дочери короля Иоанна. Союз между Англией и Гвинедом выразился также в совместных операциях в 1208 году против Гвенвинвина, в результате который Поуис был захвачен Лливелином. В том же году Лливелин атаковал Дехейбарт и оккупировал северную часть Кередигиона.

Уэльс около 1217 года.
Земли Лливелина ап Иорверта
Земли вассалов Лливелина
Земли англо-нормандских лордов

Однако в 1210 году между Лливелином и Иоанном Безземельным вспыхнул конфликт. Воодушевлённый успехом своего похода в Ирландию, английский король в 1211 году собрал в Честере крупную армию, к которой присоединились многие валлийские князья, недовольные усилением Лливелина, и двинулся в Гвинед. Англичанам удалось захватить Бангор и вынудить Лливелина пойти на унизительный мир: помимо уплаты огромной дани, правитель Гвинеда уступал Англии территорию «Четырёх кантревов» к востоку от Конуи. Это послужило сигналом к возобновлению англонормандской экспансии в Южном Уэльсе: в том же году англичане захватили северную часть Кередигиона, где возвели хорошо укреплённый замок Аберистуит. Оккупация Кередигиона вызвала возмущение валлийских князей, которые перешли на сторону Лливелина, и возродила национальное движение в Уэльсе. Планы нового вторжения Иоанна Безземельного провалились из-за обострения внутренней ситуации в Англии, где назревал заговор баронов. В 1214 году английские войска понесли тяжёлое поражение в битве при Бувине во Франции, а в Англии вспыхнул мятеж баронов против короля. Воспользовавшись этим, Лливелин захватил в 1213 году Дегануи и Рудлан, а затем присоединился к восставшим английским баронам и взял Шрусбери в 1215 году. На стороне Лливелина выступила часть англонормандских феодалов Валлийской марки, во главе с Реджинальдом де Браозом, который занял Абергавенни, Брекон, Раднор и Бильт, ранее конфискованные королём у его отца. Движение баронов против короля Иоанна завершилось поражением последнего и утверждением Великой хартии вольностей в 1215 году, которая, в частности, предусматривала восстановление прав и свобод валлийцев, возвращение удерживаемых заложников, а также положение, что при разрешении судебного дела в Уэльсе применимое право (валлийское право или право лордов Валлийской марки) определяется принадлежностью земельного участка. Победа Лливелина была закреплена его походом в Южный Уэльс в конце 1215 года, в ходе которого были захвачены Кармартен, Лланстефан, Кидвелли и Кардиган. Дехейбарт признал господство Гвинеда, а во владении англичан в юго-западном Гвинеде остался лишь район Пембрука. В 1218 году был подписан Вустерский договор с новым английским королём Генрихом III, который подтверждал завоевания Лливелина.

## Уэльс к середине XIII века
К 1220-м годам в Уэльсе установился относительный статус-кво между баронами марки и валлийцами. В значительной степени эта стабилизация была делом рук Лливелина ап Иорверта, который безраздельно доминировал в валлийском Уэльсе до 1240 года и получил прозвище «Великий». Ему удавалось отражать периодические попытки тех или иных английских феодалов расширить свои владения за счёт валлийских земель, при этом не провоцируя массированного вторжения английской армии. Однако важнейшей причиной установления равновесия в Уэльсе стало сближение валлийского общества с англонормандским. Нормандские феодалы охотно брали в жёны валлийских женщин из знатных семей, использовали валлийское право и осуществляли в отношении своих валлийских подданных объём полномочий, сложившийся в уэльской традиции. Велико было и влияние валлийской культуры на местную феодальную элиту. Всё это привело к складыванию так называемого «камбро-норманнской» социокультурной общности, которая сыграла значительную роль в истории Англии и Ирландии.
В свою очередь, валлийские князья адаптировали англонормандскую феодальную систему организации власти, активно возводили замки нормандского типа на границах и в опорных пунктах своих владений (Долвиделан, Криккиэт и другие), государственные институты Гвинеда и Дехейбарта постепенно сближались с английскими, усиливалась централизация администрации и судебной системы. Значительная часть валлийских родов, прежде всего в юго-восточных частях страны, приняла английскую культуру и ассимилировалась в английском обществе. С другой стороны, именно сопротивление захватчикам укрепило собственно валлийскую культуру и валлийское национальное самосознание, которым удалось пережить завоевание Уэльса в конце XIII века и просуществовать до настоящего времени.
Однако мероприятия валлийских правителей по адаптации элементов англонормандской политической системы начали расшатывать традиционный уклад жизни валлийского общества. Существует точка зрения, что именно изменение баланса сил в валлийской части Уэльса — установление единого центра власти и подавление самостоятельности мелких валлийских князей и вождей кланов при Лливелине ап Иорверте и Лливелине ап Грифиде, что ликвидировало традиционных политический «хаос» в Уэльсе — и привело в конечном счёте к завоеванию Уэльса Эдуардом I в конце XIII века. Уэльс был окончательно покорён в 1282 году, но даже после этой даты валлийцы часто поднимали восстания и в начале XV века Оуэн Глендаур на короткое время вернул Уэльсу независимость.

### Сноски
1. ↑  Вновь основанным городским центрам в уэльском приграничье предоставлялось торговое право нормандского Бретейля.
2. ↑  Согласно The Text of the Book of Llan Dav, Gwysaney MS. by J. Gwenogvryn Evans. Oxford, 1893, p. 274: Роджер Фиц-Вильям, у которого все владения и титулы были конфискованы в 1075 году, именуется как domini Guenti
3. ↑  Графство Херефорд было упразднено в 1075 году после «мятежа трёх графов».
4. ↑  Рис ап Теудур также обязался уплачивать феодальную ренту королю Англии в размере 40 фунтов стерлингов. Об этом упоминается в «Книге страшного суда» 1086 г.
5. ↑  О преимущественно грабительском характере валлийских набегов свидетельствует и «Хроника принцев» в той части, где говорится о событиях конца XI века.
6. ↑  «Хроника принцев» так описывает фламандскую колонизацию Пембрукшира под [1108 годом: В этот год народ неизвестного происхождения и обычаев, неизвестно где прятавшийся до этого на острове много лет, был послан королём Генрихом в Дивед. И они захватили целую область называющуюся Рос и изгнали прочь местное население. И этот народ пришёл из Фландрии.